# هاوس أوف ذا ديد (فلم)
هاوس أوف ذا ديد (بالإنجليزية: House of the Dead)، هو فيلم حركة ورعب، تم إنتاجه في ألمانيا وكندا والولايات المتحدة وهو مقتبس من لعبة فيديو الشهيرة على صالات الأركيد هاوس أوف ذا ديد، صدر سنة 2003م.